# 양휘유
경헌황후 양씨(景獻皇后 羊氏, 214년 ~ 278년)는 중국 삼국시대 위나라 ~ 진나라의 인물로, 서진의 황태후이다. 사마사의 후처이자 양호(羊祜)의 누나이며, 채옹의 외손녀이자 채염(蔡琰)의 조카이다. 이름은 양휘유(羊徽瑜)이고, 시호는 경헌황후(景獻皇后)이며, 홍훈궁(弘訓宮)에 거처하여 홍훈태후(弘訓太后) 라고도 불린다.

## 생애
그녀와 사마사의 결혼 생활에 대해선 별로 밝혀진 이야기가 없지만, 그녀는 총명스럽고, 재주와 덕이 있었다고 전해진다. 또한 남편 사마사보다 오래 살았으며, 그녀와 사마사 사이에 자식은 없었다. 진나라가 건국되자 '경헌황후(景獻皇后)'라는 시호를 받게 되어 황태후로서 존칭 받았으며, 홍훈궁(弘訓宮)에 거처한다고 하여 홍훈태후(弘訓太后) 라고도 불렀다.
황태후가 된 이후에 시조카인 세조 무제 사마염을 설득하여 수십 년 전 남편인 사마사에게 억울한 최후를 맞이한 그의 전처 하후휘를 태시 2년(266년)에 황후의 지위로 추증하여 '경회황후(景懷皇后)'의 시호를 올렸다.
또한 그녀는 무제 사마염의 동생인 사마유를 아꼈으며, 동서인 문명황후 왕씨와도 우애가 좋았다고 전해진다. 279년 65세의 나이로 죽었고 준평릉(峻平陵)에 사마사와 합장되었다.

## 양휘유의 혈연관계
- 조부 : 양속
- 외조부 : 채옹
  - 부: 양신
  - 모 : 제양현군 채씨
  - 이모 : 채염
    - 남동생 : 양호

  - 시부 : 사마의(고조 선황제)
  - 시모 : 장춘화(선목황후 장씨)
    - 남편 : 사마사(세종 경황제)
    - 정처 : 하후휘(경회황후 하후씨)
    - 첩 : 폐후 오씨
      - 양자 : 사마유

    - 시동생 : 사마소(태조 문황제)
    - 손아랫동서 : 왕원희(문명황후 왕씨)
    - 시동생 : 사마간
    - 시누이 : 남양공주

## 같이 보기
- 삼국지 인물 목록